# Судоподъёмники Центрального канала в Бельгии
Судоподъёмники Центрального канала в Бельгии (фр. Ascenseurs à bateaux du Canal du Centre) — четыре судоподъёмника, созданных на протяжении бельгийского Центрального канала в 1882—1917 годах. В 1998 году были включены ЮНЕСКО в список Всемирного наследия (под № 856).
Все четыре судоподъёмника сохранены в том состоянии, в котором они были построены в конце XIX — начале XX столетия. Начиная с осени 2002 года их коммерческое использование прекращено, и весь грузопоток пущен по проложенному новому Центральному каналу с также новым судоподъёмником Стрепи-Тьё.

## История
Идея прокладки судоходного канала через территорию нынешней Бельгии от Брюсселя к Шарлеруа с целью более полного использования имевшихся в этих краях каменноугольных месторождений принадлежала ещё Наполеону I, отдавшему распоряжение приступить к его строительству в 1802 году. Этот канал, Шарлеруа-Брюссель, был готов в 1832 году. В дополнение к нему требовался ещё один, который должен бьл соединить водным путём бассейны рек Маас и Шельда. Этот канал получил название Центрального.
При проектировании выяснилось, что на участке между Тьё и Удан-Гоньи длиной в 7 километров разность высот на местности составляет 66 метров. Для преодоления этой проблемы строительство обычных шлюзов не подходило, так как множественное шлюзование каждого судна требовало очень много времени и очень большого расхода воды канала из-за интенсивного потока судов, но однако в 1879 году английский гидроинженер Эдвин Кларк предложил своё гениальное решение: строительство 4 гидравлических лифтовых парных судоподъёмников, работающих по принципу фуникулёра, каждый из которых регулировал уровень воды приблизительно на 15 метров и сокращал время шлюзования и расход воды для шлюзования почти в 50 и в 100 раз соответственно. В 1882 году этот проект был одобрен бельгийским правительством. Он предусматривал строительство 4 судоподъёмников: № 1 в Удан-Гоньи с подъёмом в 15,397 м, № 2 в Удан-Эмери с подъёмом в 16,934 м, № 3 в Бракеньи и № 4 в Тьё, каждый с подъёмом в 16,933 м.
Первый судоподъёмник был торжественно открыт бельгийским королём Леопольдом II 4 июня 1888 года. В связи с высокими затратами на строительство и вызванной этим обстоятельством бурной полемикой дальнейшие работы были заморожены. Строительство оставшихся трёх судоподъёмников было завершено лишь в 1894 году. Дальнейшая прокладка канала была отложена до 1910 года. После начала Первой мировой войны и оккупации Бельгии немецкими войсками в 1914 году, германское командование запустило в строй три последних, до этого не использовавшихся судоподъёмника, для снабжения своих частей на Западном фронте, после чего Центральный канал стал судоходен по всей своей длине.
В 1998 году все четыре судоподъёмника были включены ЮНЕСКО на 22 слушании в список Всемирного наследия.

## Авария и ремонтные работы
17 января 2002 года на судоподъёмнике № 1 произошла авария, вследствие которой затонуло грузовое судно и был разрушен подъёмный механизм судоподъёмника. В результате судоходство по всему Центральному каналу было прекращено вплоть до ввода в строй новой трассы Центрального канала. Через старые судоподъёмники осуществляется в настоящее время лишь движение спортивных и прогулочных судов — через судоподъёмники № 2 и № 3.
В марте 2005 года были начаты ремонтные и восстановительные работы на судоподъёмнике № 1. В сентябре 2009 года были завершены работы в его промышленных помещениях. В сентябре 2010 был введён в строй один из двух бассейнов судоподъёмника. В настоящее время ещё продолжаются работы на его верхних воротах.

## Галерея
- Судоподъёмник №1 с последствиями аварии 2002 года
- Судоподъёмник №2
- Судоподъёмник №3
- Судоподъёмник №4